# EZリスニング・ディスク
EZリスニング・ディスク(E-Z Listening Disc)はアメリカのロックバンド、ディーヴォが1987年に発表した第7作目のアルバム。元々はクラブ・ディーボの会員限定の販売だったが、後に一般に発売された。内容は今までの発表曲をアレンジしたものである。全体的にゆったりとした曲調である。意図的にボーカルのパートを抜いている。

## 収録曲
1. ゲイツ・オブ・スティール - Gates of Steel
2. ガール・ユー・ウェイト - Girl U Want
3. カムバック・ジョニー - Come Back Jonee
4. ウィップ・イット - Whip It
5. ザッツ・グッド - That's Good
6. ジャーキン・バック・アンド・フォース - Jerkin' Back and Forth
7. 四次元 - 4th Dimension
8. シャウト - Shout (Hello Kitty)
9. モンゴロイド - Mongoloid
10. ピティ・ユー - Pity You
11. ゴーイン・アンダー - Goin' Under
12. スウェリング,イッチング・ブレイン - Swelling, Itching Brain
13. ジュリスディクション・オブ・ラブ - Jurisdiction of Luv
14. ピーク・ア・ブー - Peek 'a' Boo
15. サティスファクション - Satisfaction
16. スペース・ジャンク - Space Junk
17. タイム・アウト・フォー・ファン - Time Out for Fun
18. イッツ・ア・ビューティフル・ワールド - It's a Beautiful World
19. ジョコー・ホモ - Jocko Homo